# Vaccinium camiguinense
Vaccinium camiguinense är en ljungväxtart som beskrevs av Elmer Drew Merrill. Vaccinium camiguinense ingår i Blåbärssläktet, och familjen ljungväxter. Inga underarter finns listade i Catalogue of Life.